# 近畿管区警察局
近畿管区警察局（きんきかんくけいさつきょく）は、警察庁の地方機関である管区警察局の一つ。近畿地方の滋賀県警察、京都府警察、大阪府警察、兵庫県警察、奈良県警察、和歌山県警察の2府4県警の監察・業務指導、表彰、広域捜査の調整、大規模災害への対応、警察通信事務、幹部教育などを行う。局長は警視監。

## 所在地
- 大阪府大阪市中央区大手前三丁目1番41号 大手前合同庁舎

## 沿革
- 1954年7月1日 - 警察庁発足とともに近畿管区警察局が発足。旧・国家地方警察大阪警察管区本部が母体。 
  - 内部組織は、総務部、公安部、通信部の3部構成。
  - 警察通信に関する分掌組織として、局が所在する大阪府を除いたその他の各府県に府県通信出張所を設置。
- 1958年4月1日 - 内部組織について改正し、公安部から保安部を分離させて4部構成。
- 1963年4月1日 - 警察通信に関する分掌組織として各府県に置かれた府県通信出張所について、局が所在する大阪府にも大阪府通信出張所を設置。
- 1966年4月1日 - 警察通信に関する分掌組織として各府県に置かれた府県通信出張所を府県通信部に改組。
- 1997年4月1日 - 内部組織の組織構成を改正し、保安部を廃止して公安部にその業務を統合するとともに、通信部を情報通信部に改組し、3部構成。
- 2001年4月1日 - 内部組織の組織構成を総務監察部、広域調整部、情報通信部の3部構成に改組。
- 2004年4月1日 - 警察通信に関する分掌組織として各府県に置かれた府県通信部に情報技術解析事務を追加し、府県情報通信部に改組。
- 2023年1月10日 - 30日 - 大手前合同庁舎に移転[1]。

## 組織
- 総務監察部
  - 警務課
  - 監察課
  - 会計課
- 広域調整部
  - 広域調整第一課
  - 広域調整第二課
  - 高速道路管理官
  - 災害対策官
  - 外事技術調査官
- 情報通信部
  - 通信庶務課
  - 機動通信課
  - 通信施設課
  - 情報技術解析課
- 滋賀県情報通信部
- 京都府情報通信部
- 大阪府情報通信部
- 兵庫県情報通信部
- 奈良県情報通信部
- 和歌山県情報通信部

### 近畿管区警察学校
近畿管区警察学校は堺市北区に所在する。
- 庶務部
  - 庶務課
  - 会計課
- 教務部
  - 教務科
  - 生活安全教官室
  - 刑事教官室
  - 交通教官室
  - 警備教官室
- 指導部
  - 学生科
  - 警務術科教官室

## 歴代局長
| 代 | 氏名           | 在任期間                       | 前職                                                                           | 後職                                     |
| -- | -------------- | ------------------------------ | ------------------------------------------------------------------------------ | ---------------------------------------- |
| 1  | 中川淳         | 1954年7月1日 - 1955年7月1日    | 国家地方警察 大阪警察管区本部長                                                | 大阪府警察本部長                         |
| 2  | 武藤文雄       | 1955年7月1日 - 1956年4月13日   | 九州管区警察局長                                                               | 警察庁警務部付（→勇退）                  |
| － | （曽我力三）   | 1956年4月13日 - 1956年4月20日  | （近畿管区警察局総務部長による事務代理）                                       | （近畿管区警察局総務部長による事務代理） |
| 3  | 川合寿人       | 1956年4月20日 - 1957年1月11日  | 皇宮警察本部長                                                                 | 警視総監                                 |
| － | （曽我力三）   | 1957年1月11日 - 1957年1月19日  | （近畿管区警察局総務部長による事務代理）                                       | （近畿管区警察局総務部長による事務代理） |
| 4  | 樺山俊夫       | 1957年1月19日 - 1958年7月11日  | 九州管区警察局長                                                               | 首都圏整備委員会事務局長                 |
| － | （綱井輝夫）   | 1958年7月11日 - 1958年8月1日   | （近畿管区警察局総務部長による事務代理）                                       | （近畿管区警察局総務部長による事務代理） |
| 5  | 山口喜雄       | 1958年8月1日 - 1960年6月28日   | 警察庁警備局長                                                                 | 辞職                                     |
| － | （綱井輝夫）   | 1960年6月28日 - 1960年7月13日  | （近畿管区警察局総務部長による事務代理）                                       | （近畿管区警察局総務部長による事務代理） |
| 6  | 坂井時忠       | 1960年7月13日 - 1962年4月30日  | 警察庁警務局長                                                                 | 辞職                                     |
| － | （小野政男）   | 1962年5月1日 - 1962年5月8日    | （近畿管区警察局総務部長による事務代理）                                       | （近畿管区警察局総務部長による事務代理） |
| 7  | 木村行蔵       | 1962年5月8日 - 1963年1月31日   | 警察庁保安局長                                                                 | 辞職                                     |
| － | （江口俊男）   | 1963年2月1日 - 1963年5月10日   | （警察庁次長による事務取扱）                                                   | （警察庁次長による事務取扱）             |
| － | （小野政男）   | 1963年5月10日 - 1963年5月31日  | （近畿管区警察局総務部長による事務代理）                                       | （近畿管区警察局総務部長による事務代理） |
| 8  | 野田章         | 1963年5月31日 - 1964年3月19日  | 警察庁保安局長                                                                 | 総理府統計局長                           |
| 9  | 増井正次郎     | 1964年3月21日 - 1965年3月26日  | 兵庫県警察本部長                                                               | 関東管区警察局長                         |
| 10 | 大野武雄       | 1965年3月26日 - 1966年3月1日   | 京都府警察本部長                                                               | 辞職                                     |
| 11 | 永見昌司       | 1966年3月1日 - 1966年11月11日  | 兵庫県警察本部長                                                               | 辞職                                     |
| 12 | 橋本健寿       | 1966年11月11日 - 1967年7月21日 | 神奈川県警察本部長                                                             | 辞職                                     |
| 13 | 白岩晃         | 1967年7月21日 - 1968年4月16日  | 東北管区警察局長                                                               | 辞職                                     |
| － | （後藤田正晴） | 1968年4月16日 - 1968年5月17日  | （警察庁次長による事務取扱）                                                   | （警察庁次長による事務取扱）             |
| 14 | 濱中英二       | 1968年5月17日 - 1969年8月30日  | 大阪府警察本部長                                                               | 辞職                                     |
| 15 | 根本祐彦       | 1969年8月30日 - 1970年7月11日  | 中部管区警察局長                                                               | 辞職                                     |
| 16 | 柏原及也       | 1970年7月11日 - 1971年1月22日  | 京都府警察本部長                                                               | 警察大学校長                             |
| 17 | 小島龍一       | 1971年1月22日 - 1971年8月13日  | 九州管区警察局長                                                               | 辞職                                     |
| 18 | 長谷川俊之     | 1971年8月13日 - 1972年9月20日  | 警察庁刑事局保安部長                                                           | 辞職                                     |
| 19 | 海江田鶴造     | 1972年9月20日 - 1973年6月1日   | 九州管区警察局長                                                               | 辞職                                     |
| 20 | 須藤博忠       | 1973年6月1日 - 1975年2月21日   | 総理府交通安全対策室長                                                         | 警察庁警務局付（→勇退）                  |
| 21 | 関沢元弘       | 1975年2月21日 - 1976年1月23日  | 愛知県警察本部長                                                               | 辞職                                     |
| 22 | 原 仁          | 1976年1月23日 - 1977年2月18日  | 兵庫県警察本部長                                                               | 辞職                                     |
| 23 | 関 忠雄        | 1977年2月18日 - 1977年8月26日  | 警察庁警務局付 （1976年12月10日まで内閣広報室長）                              | 辞職                                     |
| 24 | 星田守         | 1977年8月26日 - 1978年1月10日  | 静岡県警察本部長                                                               | 辞職                                     |
| － | （宮田清吉）   | 1978年1月10日 - 1978年2月21日  | （近畿管区警察局総務部長による事務代理）                                       | （近畿管区警察局総務部長による事務代理） |
| 25 | 室城庸之       | 1978年2月21日 - 1979年6月2日   | 総理府交通安全対策室長                                                         | 関東管区警察局長                         |
| － | （三井脩）     | 1979年6月2日 - 1979年8月18日   | （警察庁次長による事務取扱）                                                   | （警察庁次長による事務取扱）             |
| 26 | 小坂尚志       | 1979年8月18日 - 1980年8月18日  | 静岡県警察本部長                                                               | 辞職                                     |
| 27 | 橘 逸夫        | 1980年8月18日 - 1981年8月21日  | 広島県警察本部長                                                               | 関東管区警察局長                         |
| 28 | 山崎隆司       | 1981年8月21日 - 1983年8月22日  | 埼玉県警察本部長                                                               | 辞職                                     |
| 29 | 橋本佑三       | 1983年8月22日 - 1984年8月6日   | 皇宮警察本部長                                                                 | 辞職                                     |
| 30 | 岩佐英弌       | 1984年8月6日 - 1985年8月7日    | 埼玉県警察本部長                                                               | 辞職                                     |
| 31 | 柴田善憲       | 1985年8月7日 - 1987年3月18日   | 警察庁警備局長                                                                 | 辞職                                     |
| 32 | 吉野毅         | 1987年3月18日 - 1988年1月29日  | 兵庫県警察本部長                                                               | 辞職                                     |
| 33 | 福井與明       | 1988年1月29日 - 1989年4月1日   | 埼玉県警察本部長                                                               | 辞職                                     |
| 34 | 鳥海国博       | 1989年4月1日 - 1990年4月3日    | 九州管区警察局長                                                               | 辞職                                     |
| 35 | 石瀬博         | 1990年4月3日 - 1991年1月14日   | 埼玉県警察本部長                                                               | 辞職                                     |
| 36 | 根本好教       | 1991年1月14日 - 1991年7月29日  | 皇宮警察本部長                                                                 | 辞職                                     |
| 37 | 長尾良次       | 1991年7月29日 - 1992年4月1日   | 北海道警察本部長                                                               | 辞職                                     |
| 38 | 立花昌雄       | 1992年4月1日 - 1993年3月31日   | 神奈川県警察本部長                                                             | 辞職                                     |
| 39 | 長倉真一       | 1993年3月31日 - 1994年2月24日  | 兵庫県警察本部長                                                               | 辞職                                     |
| － | （國松孝次）   | 1994年2月24日 - 1994年4月4日   | （警察庁次長による事務取扱）                                                   | （警察庁次長による事務取扱）             |
| 40 | 原田正毅       | 1994年4月4日 - 1994年11月11日  | 兵庫県警察本部長                                                               | 辞職                                     |
| 41 | 太田利邦       | 1994年11月11日 - 1996年2月1日  | 九州管区警察局長                                                               | 辞職                                     |
| － | （関口祐弘）   | 1996年2月1日 - 1996年2月9日    | （警察庁次長による事務取扱）                                                   | （警察庁次長による事務取扱）             |
| 42 | 大山克己       | 1996年2月9日 - 1997年2月3日    | 公安調査庁調査第一部長                                                         | 辞職                                     |
| 43 | 井野忠彦       | 1997年2月3日 - 1998年3月28日   | 九州管区警察局長                                                               | 辞職                                     |
| 44 | 櫻井勝         | 1998年3月28日 - 1998年6月5日   | 九州管区警察局長                                                               | 辞職                                     |
| － | （田中節夫）   | 1998年6月5日 - 1998年8月27日   | （警察庁次長による事務取扱）                                                   | （警察庁次長による事務取扱）             |
| 45 | 中田好昭       | 1998年8月27日 - 1999年8月26日  | 兵庫県警察本部長                                                               | 関東管区警察局長                         |
| 46 | 金澤章夫       | 1999年8月26日 - 2000年8月24日  | 九州管区警察局長                                                               | 辞職                                     |
| 47 | 倉澤豊哲       | 2000年8月24日 - 2001年9月3日   | 九州管区警察局長                                                               | 辞職                                     |
| 48 | 小田村初男     | 2001年9月3日 - 2002年4月1日    | 広島県警察本部長                                                               | 警察庁長官官房国際部長                   |
| 49 | 中川雅量       | 2002年4月1日 - 2003年8月26日   | 警察庁長官官房審議官（生活安全局担当）                                         | 辞職                                     |
| 50 | 村田保史       | 2003年8月26日 - 2005年3月31日  | 内閣官房内閣審議官 内閣官房危機管理審議官 内閣官房情報セキュリティ対策推進室長 | 辞職                                     |
| 51 | 岩橋修         | 2005年3月31日 - 2006年9月22日  | 警察庁長官官房審議官（警備局担当）                                             | 辞職                                     |
| 52 | 廣畑史朗       | 2006年9月22日 - 2007年7月31日  | 警察庁警備局外事情報部長                                                       | 辞職                                     |
| 53 | 伊藤茂男       | 2007年7月31日 - 2008年8月21日  | 警察大学校副校長 兼 警察庁長官官房審議官（刑事局担当）                         | 辞職                                     |
| 54 | 松尾庄一       | 2008年8月21日 - 2009年8月24日  | 愛知県警察本部長                                                               | 辞職                                     |
| － | （片桐裕）     | 2009年8月24日 - 2009年10月22日 | （警察庁次長による事務取扱）                                                   | （警察庁次長による事務取扱）             |
| 55 | 深草雅利       | 2009年10月22日 - 2011年2月8日  | 警察庁長官官房審議官（交通局担当）                                             | 辞職                                     |
| 56 | 松本治男       | 2011年2月8日 - 2012年4月2日    | 中部管区警察局長                                                               | 辞職                                     |
| － | （米田壯）     | 2012年4月2日 - 2012年5月11日   | （警察庁次長による事務取扱）                                                   | （警察庁次長による事務取扱）             |
| 57 | 熊崎義純       | 2012年5月11日 - 2013年6月28日  | 東北管区警察局長                                                               | 辞職                                     |
| 58 | 菱川雄治       | 2013年6月28日 - 2014年6月28日  | 福岡県警察本部長                                                               | 辞職                                     |
| 59 | 干場謹二       | 2014年6月28日 - 2015年1月27日  | 首都高速道路株式会社監査役                                                     | 辞職                                     |
| 60 | 佐々木真郎     | 2015年1月27日 - 2016年1月18日  | 警察大学校警察政策研究センター所長                                             | 辞職                                     |
| 61 | 石川威一郎     | 2016年1月18日 - 2016年9月20日  | 警察大学校国際警察センター所長                                                 | 辞職                                     |
| 62 | 鶴谷明憲       | 2016年9月20日 - 2017年8月4日   | 警察大学校特別捜査幹部研修所長                                                 | 辞職                                     |
| 63 | 森田幸典       | 2017年8月4日 - 2018年3月2日    | 千葉県警察本部長                                                               | 辞職                                     |
| － | （三浦正充）   | 2018年3月2日 - 2018年3月29日   | （警察庁次長による事務取扱）                                                   | （警察庁次長による事務取扱）             |
| 64 | 小島隆雄       | 2018年3月29日 - 2019年3月15日  | 警察大学校国際警察センター所長 兼警察庁長官官房審議官（犯罪被害者等施策担当）  | 辞職                                     |
| 65 | 越智浩         | 2019年3月15日 - 2020年4月10日  | 近畿管区警察局総務監察部長兼警察学校長                                         | 辞職                                     |
| － | （中村格）     | 2020年4月10日 - 2020年4月20日  | （警察庁次長による事務取扱）                                                   | （警察庁次長による事務取扱）             |
| 66 | 加藤晃久       | 2020年4月20日 - 2020年8月24日  | 兵庫県警察本部長                                                               | 辞職                                     |
| 67 | 高須一弘       | 2020年8月24日 - 2021年8月30日  | 独立行政法人鉄道建設・運輸施設整備支援機構監事                                 | 辞職                                     |
| 68 | 小嶋典明       | 2021年8月30日 - 2022年2月24日  | 中国四国管区警察局長                                                           | 辞職                                     |
| 69 | 松岡亮介       | 2022年2月24日 - 2023年3月27日  | 自動車安全運転センター理事                                                     | 辞職                                     |
| 70 | 奥野省吾       | 2023年3月27日 - 2024年3月29日  | 警察共済組合理事                                                               | 辞職                                     |
| 71 | 大原光博       | 2024年3月29日 - 2025年3月31日  | 静岡県警察本部長                                                               | 辞職                                     |
| 72 | 村田達哉       | 2025年3月31日 -                | 中国四国管区警察局長                                                           | （現職）                                 |